# Lesgor
Lesgor (gaskonsko Lesgòr) je naselje in občina v francoskem departmaju Landes regije Akvitanije. Naselje je leta 2009 imelo 367 prebivalcev.

## Geografija
Kraj leži v pokrajini Gaskonji 24 km severovzhodno od Daxa.

## Uprava
Občina Lesgor skupaj s sosednjimi občinami Bégaar, Beylongue, Boos, Carcen-Ponson, Laluque, Pontonx-sur-l'Adour, Rion-des-Landes, Saint-Yaguen, Tartas in Villenave sestavlja kanton Tartas-zahod s sedežem v Tartasu. Kanton je sestavni del okrožja Dax.

## Zanimivosti
- romanska cerkev sv. Petra iz 12. stoletja, francoski zgodovinski spomenik od leta 1970;

## Promet
- železniška postaja Gare de Laluque ob progi Bordeaux Saint-Jean - Irun;